# Outside Today
«Outside Today» — песня американского рэпера YoungBoy Never Broke Again, выпущенная в качестве ведущего сингла к его дебютному альбому Until Death Call My Name. Песня, спродюсированная DMacTooBangin, была выпущена 6 января 2018 года для стриминговых сервисов вместе с музыкальным видео. Песня достигла высшей позиции под номером 31 в американском чарте Billboard Hot 100, став второй наивысшей песней в чарте YoungBoy после «Bandit» совместно с Juice WRLD, которая достигла высшей позиции под номером 10 в октябре 2019 года.

## Музыкальное видео
В музыкальное видео YoungBoy скрывается внутри своего дома от толпы папарацци со своей тогдашней девушкой Жанией, командой и Birdman.

## Чарты
| Чарт (2018)                           | Высшая позиция |
| ------------------------------------- | -------------- |
| США (Billboard Hot 100)               | 31             |
| США (Billboard Hot R&B/Hip-Hop Songs) | 18             |
| США (Billboard Hot Rap Songs)         | 14             |

| Чарт (2018)                           | Позиция |
| ------------------------------------- | ------- |
| США Billboard Hot 100                 | 91      |
| США Hot R&B/Hip-Hop Songs (Billboard) | 48      |
| США Hot Rap Songs (Billboard)         | 41      |

## Сертификации
| Регион | Сертификация  | Продажи   |
| --- | ------------- | --------- |
| США (RIAA) | 2× Платиновый | 2 000 000 |
| * Данные о продажах приведены только на основе сертификации. · ^ Данные о тиражах приведены только на основе сертификации. · Данные о продажах + прослушиваниях приведены только на основе сертификации. |               |           |